# Mary Fainsod Katzenstein
Mary L. Fainsod Katzenstein (* 12. Februar 1945 in Boston) ist eine US-amerikanische Politikwissenschaftlerin und emeritierte Professorin der Cornell University. In ihren jüngsten Arbeiten befasste sie sich mit den Folgen der Masseninhaftierung von Armen in den USA. Frühere Arbeiten galten den Gender Studies in den USA und auf internationaler Ebene sowie ethnischer Politik in Indien. Sie war maßgeblich am Cornell Prison Education Program (das Inhaftierten ein Studium ermöglicht) beteiligt.
Katzenstein machte 1966 das Bachelor-Examen am Radcliffe College, den Master-Abschluss 1968 an der University of London und wurde 1975 am Massachusetts Institute of Technology zur Ph.D. promoviert. Seit 1974 ist sie Hochschullehrerin an der Cornell University.
Sie ist seit Juni 1969 mit Peter Katzenstein verheiratet, ebenfalls Politologie-Professor an der Cornell University.

## Schriften (Auswahl)
- Herausgegeben mit Raka Ray: Social Movements in India. Poverty, Power, and Politics. Rowman & Littlefield, Lanham 2005, ISBN 0742538427.
- Herausgegeben mit Judith Reppy: Beyond Zero Tolerance. Discrimination in Military Culture. Rowman & Littlefield, Lanham 1999, ISBN 0847693155.
- Faithful and Fearless. Moving Feminist Protest inside the Church and Military. Princeton University Press, Princeton 1998, ISBN 0691058520.
- Mit Myron Weiner und K.V. Narayana Rao: India's Preferential Policies. Migrants, the Middle Classes, and Ethnic Equality. University of Chicago Press, Chicago 1981, ISBN 0226885771.
- Ethnicity and equality. The Shiv Sena party and preferential policies in Bombay. Cornell University Press, Ithaca 1979, ISBN 0801412056.
- Herausgegeben mit Carol McClurg Mueller: The Women's Movements of the United States and Western Europe. Consciousness, Political Opportunity, and Public Policy. Temple University Press, Philadelphia 1987, ISBN 0877224633.